# Condado de Guadalupe del Peñasco

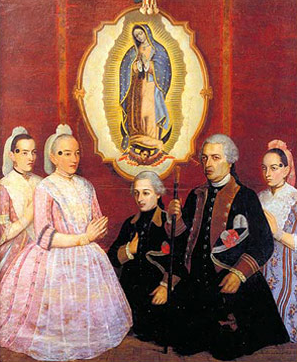
Francisco de Mora y Luna, primer Conde de Guadalupe del Peñasco

El condado de Guadalupe del Peñasco, es un título nobiliario español, concedido por el Rey Carlos III de España a Francisco Javier de Mora y Luna, Coronel de Dragones de las Milicias Provinciales, el 26 de enero de 1768.

## Escudo de Armas
El castillo de piedra con tres torres y cinco ventanas simbolizando grandeza, protección y seguridad; la flor de lis en dorado representando la generosidad, perfección, luz y vida; el lobo rampante personificando la perseverancia ante largas cacerías y eventos adversos. Los tonos base del escudo: el azul y dorado atribuyen fuerza, lealtad y respeto. El escudo de armas lleva en la parte superior la corona del título de Conde concedida por el Reino de España en 1768. 

## Lema
El lema del Condado del Peñasco es: “Læva in circuitu oculos tuos et vide” en latín, el cual significa “Levanta la mirada y mira a tu alrededor” en español. hace alusión al versículo de Isaías 60,4:
"Levanta tus ojos en derredor y mira: todos se reúnen, vienen a ti; tus hijos vendrán de lejos, y tus hijas serán llevadas en brazos", refiriéndose a la gloria de Jerusalén, que en contexto católico se refiere al triunfo del bien sobre el mal cuando venga Jesucristo a reinar. Este lema fue adoptado a principio del año 2002 por el Museo Mexicano de Diseño (MUMEDI) en la ciudad de México.

## Condes de Guadalupe del Peñasco
|                                          | Titular                                           | Periodo                                  |
| Creación por el Rey Carlos III de España | Creación por el Rey Carlos III de España          | Creación por el Rey Carlos III de España |
| ---------------------------------------- | ------------------------------------------------- | ---------------------------------------- |
| I                                        | Francisco Javier de Mora y Luna                   | 1768 - 1788                              |
| II                                       | Juan José Secundino de Mora y Luna Pérez Calderón | 1789 - 1805                              |
| III                                      | José Mariano Sánchez y Mora                       | 1777 - 1845                              |
| IV                                       | Adolfo Desentis Ortega                            | 1994 - 2011                              |
| V                                        | Ignacio Narro Etchegaray                          | Actual Titular                           |

## Historia

Escudo del Condado de Guadalupe del Peñasco

### Primer Conde (1768)

#### Francisco Javier de Mora y Luna
- Nombrado Conde y con derecho a formar un Mayorazgo, por Carlos III, Rey de España, dadas sus acciones en beneficio de la Corona. Decide nombrar al condado como "Condado de Nuestra Señora de Guadalupe del Peñasco". En su tiempo fue nombrado Capitán de Caballos y Corazas del Cuerpo de Caballería fundado por el Ayuntamiento de San Luis Potosí, por su participación en la pacificación de los indios Pames, para luego recibir el rango de Coronel de Dragones de las Milicias Provinciales, dada su participación en el llamado "Tumulto de 1767", otorgado por el Virrey, Marqués de Croix. Hijo de Manuel Mora y Gorrea y Antonia Luisa de Luna y Gama. Casado con María Ildefonsa Bernarda Pérez Calderón León y Carrillo. Hijos: Juan José Secundino, Manuela y María Ana Paula de Mora y Luna Pérez Calderón.

### Segundo Conde (1789)

#### Juan José Secundino de Mora y Luna Pérez Calderón
- Casado con María Rafaela Evaristo Jiménez de Cisneros Palomeque. Es nombrado Coronel del Ejército de Dragones. Sin hijos, heredó el título y Mayorazgo a su sobrino, hijo de su hermana María Josefa Paula y José Mariano Sánchez Espinosa.

### Tercer Conde (1877)

#### José Mariano Sánchez y Mora
- Casado con María Antonia Flores Alatorre Moscoso y Sandoval. Procrearon a José Mariano y José Joaquín Sánchez Espinosa y Flores Alatorre, casados con hermanas. José Mariano, nacido en 1777 y fallecido en 1845, Logra con su hermano el título de Bachiller y ya en 1805 era miembro del Cabildo de la Ciudad de México. Formó parte de las directivas del Banco de Avío para Fomento de la Industria Nacional, del Museo Nacional y del Hospicio de los Pobres, entre otras, ubicadas en la Ciudad de México. Enviuda en 1840 y casa de nuevo con Vicenta Irolo, con la que no tiene descendencia. Su hijo, José Mariano Sánchez Espinosa y Flores Alatorre, nace en 1807 y muere en 1875. Casado con Guadalupe Cervantes y Michaus, hermana del 13 Conde de Santiago Calimaya e hija del 10 Marqués de Salinas de Río Pisuerga, 13 Adelantado Perpetuo de las Islas Filipinas, y nieta de Ana María Altamirano, que, además de los anteriores, ostentó el título de 5ta Marquesa de Salvatierra y descendiente de los Mariscales de Castilla. Hijos:  Antonio, Manuel y Loreto Sánchez Espinosa y Cervantes.[1]

### Cuarto Conde (1994)

#### Adolfo Desentis y Ortega
- En 1994 un descendiente de Loreto Sánchez Espinosa y Cervantes, Adolfo Desentis y Ortega, con aprobación de la corona española, rehabilita el título nobiliario. Adolfo modificó el nombre del Condado a sólo "Guadalupe del Peñasco". Soltero, muere sin descendencia en 2011.

### Quinto Conde (2016)

#### Ignacio Narro Etchegaray
- El descendiente de Francisco Javier de Mora y Luna recibió aprobación de la Monarquía Real Española de la sucesión del condado a inicios del año 2016.[2] Hijo de Ignacio Narro García (n. 1925) y Beatriz Martha María Etchegaray Olavarría (n. 1930). Casado con Ana Aurora Laborín Azcárraga (n. 1954), hija de Enrique Laborín Nanetti (n. 1910) y Socorro Azcárraga Reyes Retana (n. 1930), el 1 de marzo de 1980. Procrearon cuatro hijos: Ignacio (n. 1981), Patricio (n. 1984), Viviana Sofía (n. 1990) y Ana Loreto (n. 1994) Narro Laborín.

## Árbol Genealógico
|                                                                                                  |                                                                                                  |                                                                                                  |                                                                                                  |                                                                                                  |                                                                                                  |  |  | Don Francisco Javier de Mora y Luna I Conde de Guadalupe del Peñasco (1692-1788)             |                                                            |                                                            |                                                            |                                                            |                                                            |  |  |                                                                            |                                                                            |                                                                            |                                                                            |                                                                            |                                                                            |  |  |  |  |  |  |  |  |  |  |  |  |  |  |
|                                                                                                  |                                                                                                  |                                                                                                  |                                                                                                  |                                                                                                  |                                                                                                  |  |  |                                                                                              |                                                            |                                                            |                                                            |                                                            |                                                            |  |  |                                                                            |                                                                            |                                                                            |                                                                            |                                                                            |                                                                            |  |  |  |  |  |  |  |  |  |  |  |  |  |  |
|                                                                                                  |                                                                                                  |                                                                                                  |                                                                                                  |                                                                                                  |                                                                                                  |  |  |                                                                                              |                                                            |                                                            |                                                            |                                                            |                                                            |  |  |                                                                            |                                                                            |                                                                            |                                                                            |                                                                            |                                                                            |  |  |  |  |  |  |  |  |  |  |  |  |  |  |
| Don Juan José Secundino de Mora y Luna Pérez Calderón II Conde de Guadalupe del Peñasco († 1805) | Don Juan José Secundino de Mora y Luna Pérez Calderón II Conde de Guadalupe del Peñasco († 1805) | Don Juan José Secundino de Mora y Luna Pérez Calderón II Conde de Guadalupe del Peñasco († 1805) | Don Juan José Secundino de Mora y Luna Pérez Calderón II Conde de Guadalupe del Peñasco († 1805) | Don Juan José Secundino de Mora y Luna Pérez Calderón II Conde de Guadalupe del Peñasco († 1805) | Don Juan José Secundino de Mora y Luna Pérez Calderón II Conde de Guadalupe del Peñasco († 1805) |  |  | Doña María Ana Paula Mora y Luna Pérez Calderón († 1783)                                     | Doña María Ana Paula Mora y Luna Pérez Calderón († 1783)   | Doña María Ana Paula Mora y Luna Pérez Calderón († 1783)   | Doña María Ana Paula Mora y Luna Pérez Calderón († 1783)   | Doña María Ana Paula Mora y Luna Pérez Calderón († 1783)   | Doña María Ana Paula Mora y Luna Pérez Calderón († 1783)   |  |  |                                                                            |                                                                            |                                                                            |                                                                            |                                                                            |                                                                            |  |  |  |  |  |  |  |  |  |  |  |  |  |  |
| Don Juan José Secundino de Mora y Luna Pérez Calderón II Conde de Guadalupe del Peñasco († 1805) | Don Juan José Secundino de Mora y Luna Pérez Calderón II Conde de Guadalupe del Peñasco († 1805) | Don Juan José Secundino de Mora y Luna Pérez Calderón II Conde de Guadalupe del Peñasco († 1805) | Don Juan José Secundino de Mora y Luna Pérez Calderón II Conde de Guadalupe del Peñasco († 1805) | Don Juan José Secundino de Mora y Luna Pérez Calderón II Conde de Guadalupe del Peñasco († 1805) | Don Juan José Secundino de Mora y Luna Pérez Calderón II Conde de Guadalupe del Peñasco († 1805) |  |  | Doña María Ana Paula Mora y Luna Pérez Calderón († 1783)                                     | Doña María Ana Paula Mora y Luna Pérez Calderón († 1783)   | Doña María Ana Paula Mora y Luna Pérez Calderón († 1783)   | Doña María Ana Paula Mora y Luna Pérez Calderón († 1783)   | Doña María Ana Paula Mora y Luna Pérez Calderón († 1783)   | Doña María Ana Paula Mora y Luna Pérez Calderón († 1783)   |  |  |                                                                            |                                                                            |                                                                            |                                                                            |                                                                            |                                                                            |  |  |  |  |  |  |  |  |  |  |  |  |  |  |
|                                                                                                  |                                                                                                  |                                                                                                  |                                                                                                  |                                                                                                  |                                                                                                  |  |  | Don Mariano Sánchez Espinosa y Pérez Calderón III Conde de Guadalupe del Peñasco (1762-1815) |                                                            |                                                            |                                                            |                                                            |                                                            |  |  |                                                                            |                                                                            |                                                                            |                                                                            |                                                                            |                                                                            |  |  |  |  |  |  |  |  |  |  |  |  |  |  |
|                                                                                                  |                                                                                                  |                                                                                                  |                                                                                                  |                                                                                                  |                                                                                                  |  |  |                                                                                              |                                                            |                                                            |                                                            |                                                            |                                                            |  |  |                                                                            |                                                                            |                                                                            |                                                                            |                                                                            |                                                                            |  |  |  |  |  |  |  |  |  |  |  |  |  |  |
|                                                                                                  |                                                                                                  |                                                                                                  |                                                                                                  |                                                                                                  |                                                                                                  |  |  | Don José Mariano Sánchez Espinosa y Flores Alatorre (1771-1845)                              |                                                            |                                                            |                                                            |                                                            |                                                            |  |  |                                                                            |                                                                            |                                                                            |                                                                            |                                                                            |                                                                            |  |  |  |  |  |  |  |  |  |  |  |  |  |  |
|                                                                                                  |                                                                                                  |                                                                                                  |                                                                                                  |                                                                                                  |                                                                                                  |  |  |                                                                                              |                                                            |                                                            |                                                            |                                                            |                                                            |  |  |                                                                            |                                                                            |                                                                            |                                                                            |                                                                            |                                                                            |  |  |  |  |  |  |  |  |  |  |  |  |  |  |
|                                                                                                  |                                                                                                  |                                                                                                  |                                                                                                  |                                                                                                  |                                                                                                  |  |  |                                                                                              |                                                            |                                                            |                                                            |                                                            |                                                            |  |  |                                                                            |                                                                            |                                                                            |                                                                            |                                                                            |                                                                            |  |  |  |  |  |  |  |  |  |  |  |  |  |  |
|                                                                                                  |                                                                                                  |                                                                                                  |                                                                                                  |                                                                                                  |                                                                                                  |  |  |                                                                                              |                                                            |                                                            |                                                            |                                                            |                                                            |  |  |                                                                            |                                                                            |                                                                            |                                                                            |                                                                            |                                                                            |  |  |  |  |  |  |  |  |  |  |  |  |  |  |
|                                                                                                  |                                                                                                  |                                                                                                  |                                                                                                  |                                                                                                  |                                                                                                  |  |  | Don Manuel Espinosa y Cervantes (1822-1872)                                                  | Don Manuel Espinosa y Cervantes (1822-1872)                | Don Manuel Espinosa y Cervantes (1822-1872)                | Don Manuel Espinosa y Cervantes (1822-1872)                | Don Manuel Espinosa y Cervantes (1822-1872)                | Don Manuel Espinosa y Cervantes (1822-1872)                |  |  | Doña Loreto Espinosa Cervantes (1834-1916)                                 | Doña Loreto Espinosa Cervantes (1834-1916)                                 | Doña Loreto Espinosa Cervantes (1834-1916)                                 | Doña Loreto Espinosa Cervantes (1834-1916)                                 | Doña Loreto Espinosa Cervantes (1834-1916)                                 | Doña Loreto Espinosa Cervantes (1834-1916)                                 |  |  |  |  |  |  |  |  |  |  |  |  |  |  |
|                                                                                                  |                                                                                                  |                                                                                                  |                                                                                                  |                                                                                                  |                                                                                                  |  |  | Don Manuel Espinosa y Cervantes (1822-1872)                                                  | Don Manuel Espinosa y Cervantes (1822-1872)                | Don Manuel Espinosa y Cervantes (1822-1872)                | Don Manuel Espinosa y Cervantes (1822-1872)                | Don Manuel Espinosa y Cervantes (1822-1872)                | Don Manuel Espinosa y Cervantes (1822-1872)                |  |  | Doña Loreto Espinosa Cervantes (1834-1916)                                 | Doña Loreto Espinosa Cervantes (1834-1916)                                 | Doña Loreto Espinosa Cervantes (1834-1916)                                 | Doña Loreto Espinosa Cervantes (1834-1916)                                 | Doña Loreto Espinosa Cervantes (1834-1916)                                 | Doña Loreto Espinosa Cervantes (1834-1916)                                 |  |  |  |  |  |  |  |  |  |  |  |  |  |  |
|                                                                                                  |                                                                                                  |                                                                                                  |                                                                                                  |                                                                                                  |                                                                                                  |  |  | Doña Concepción Espinosa y Parra (1860-1936)                                                 | Doña Concepción Espinosa y Parra (1860-1936)               | Doña Concepción Espinosa y Parra (1860-1936)               | Doña Concepción Espinosa y Parra (1860-1936)               | Doña Concepción Espinosa y Parra (1860-1936)               | Doña Concepción Espinosa y Parra (1860-1936)               |  |  | Don Manuel Ortega y Sánchez Espinosa (1856-1907)                           | Don Manuel Ortega y Sánchez Espinosa (1856-1907)                           | Don Manuel Ortega y Sánchez Espinosa (1856-1907)                           | Don Manuel Ortega y Sánchez Espinosa (1856-1907)                           | Don Manuel Ortega y Sánchez Espinosa (1856-1907)                           | Don Manuel Ortega y Sánchez Espinosa (1856-1907)                           |  |  |  |  |  |  |  |  |  |  |  |  |  |  |
|                                                                                                  |                                                                                                  |                                                                                                  |                                                                                                  |                                                                                                  |                                                                                                  |  |  | Doña Concepción Espinosa y Parra (1860-1936)                                                 | Doña Concepción Espinosa y Parra (1860-1936)               | Doña Concepción Espinosa y Parra (1860-1936)               | Doña Concepción Espinosa y Parra (1860-1936)               | Doña Concepción Espinosa y Parra (1860-1936)               | Doña Concepción Espinosa y Parra (1860-1936)               |  |  | Don Manuel Ortega y Sánchez Espinosa (1856-1907)                           | Don Manuel Ortega y Sánchez Espinosa (1856-1907)                           | Don Manuel Ortega y Sánchez Espinosa (1856-1907)                           | Don Manuel Ortega y Sánchez Espinosa (1856-1907)                           | Don Manuel Ortega y Sánchez Espinosa (1856-1907)                           | Don Manuel Ortega y Sánchez Espinosa (1856-1907)                           |  |  |  |  |  |  |  |  |  |  |  |  |  |  |
|                                                                                                  |                                                                                                  |                                                                                                  |                                                                                                  |                                                                                                  |                                                                                                  |  |  | Doña María Luisa Olavarria Espinosa (1892-1982)                                              | Doña María Luisa Olavarria Espinosa (1892-1982)            | Doña María Luisa Olavarria Espinosa (1892-1982)            | Doña María Luisa Olavarria Espinosa (1892-1982)            | Doña María Luisa Olavarria Espinosa (1892-1982)            | Doña María Luisa Olavarria Espinosa (1892-1982)            |  |  | Doña Beatriz Ortega y Hay (1897-1969)                                      | Doña Beatriz Ortega y Hay (1897-1969)                                      | Doña Beatriz Ortega y Hay (1897-1969)                                      | Doña Beatriz Ortega y Hay (1897-1969)                                      | Doña Beatriz Ortega y Hay (1897-1969)                                      | Doña Beatriz Ortega y Hay (1897-1969)                                      |  |  |  |  |  |  |  |  |  |  |  |  |  |  |
|                                                                                                  |                                                                                                  |                                                                                                  |                                                                                                  |                                                                                                  |                                                                                                  |  |  | Doña María Luisa Olavarria Espinosa (1892-1982)                                              | Doña María Luisa Olavarria Espinosa (1892-1982)            | Doña María Luisa Olavarria Espinosa (1892-1982)            | Doña María Luisa Olavarria Espinosa (1892-1982)            | Doña María Luisa Olavarria Espinosa (1892-1982)            | Doña María Luisa Olavarria Espinosa (1892-1982)            |  |  | Doña Beatriz Ortega y Hay (1897-1969)                                      | Doña Beatriz Ortega y Hay (1897-1969)                                      | Doña Beatriz Ortega y Hay (1897-1969)                                      | Doña Beatriz Ortega y Hay (1897-1969)                                      | Doña Beatriz Ortega y Hay (1897-1969)                                      | Doña Beatriz Ortega y Hay (1897-1969)                                      |  |  |  |  |  |  |  |  |  |  |  |  |  |  |
|                                                                                                  |                                                                                                  |                                                                                                  |                                                                                                  |                                                                                                  |                                                                                                  |  |  | Doña Beatriz Martha María Etchegaray Olavarria (1930-1971)                                   | Doña Beatriz Martha María Etchegaray Olavarria (1930-1971) | Doña Beatriz Martha María Etchegaray Olavarria (1930-1971) | Doña Beatriz Martha María Etchegaray Olavarria (1930-1971) | Doña Beatriz Martha María Etchegaray Olavarria (1930-1971) | Doña Beatriz Martha María Etchegaray Olavarria (1930-1971) |  |  | Don Adolfo Desentis y Ortega IV Conde de Guadalupe del Peñasco (1925-2012) | Don Adolfo Desentis y Ortega IV Conde de Guadalupe del Peñasco (1925-2012) | Don Adolfo Desentis y Ortega IV Conde de Guadalupe del Peñasco (1925-2012) | Don Adolfo Desentis y Ortega IV Conde de Guadalupe del Peñasco (1925-2012) | Don Adolfo Desentis y Ortega IV Conde de Guadalupe del Peñasco (1925-2012) | Don Adolfo Desentis y Ortega IV Conde de Guadalupe del Peñasco (1925-2012) |  |  |  |  |  |  |  |  |  |  |  |  |  |  |
|                                                                                                  |                                                                                                  |                                                                                                  |                                                                                                  |                                                                                                  |                                                                                                  |  |  | Doña Beatriz Martha María Etchegaray Olavarria (1930-1971)                                   | Doña Beatriz Martha María Etchegaray Olavarria (1930-1971) | Doña Beatriz Martha María Etchegaray Olavarria (1930-1971) | Doña Beatriz Martha María Etchegaray Olavarria (1930-1971) | Doña Beatriz Martha María Etchegaray Olavarria (1930-1971) | Doña Beatriz Martha María Etchegaray Olavarria (1930-1971) |  |  | Don Adolfo Desentis y Ortega IV Conde de Guadalupe del Peñasco (1925-2012) | Don Adolfo Desentis y Ortega IV Conde de Guadalupe del Peñasco (1925-2012) | Don Adolfo Desentis y Ortega IV Conde de Guadalupe del Peñasco (1925-2012) | Don Adolfo Desentis y Ortega IV Conde de Guadalupe del Peñasco (1925-2012) | Don Adolfo Desentis y Ortega IV Conde de Guadalupe del Peñasco (1925-2012) | Don Adolfo Desentis y Ortega IV Conde de Guadalupe del Peñasco (1925-2012) |  |  |  |  |  |  |  |  |  |  |  |  |  |  |
|                                                                                                  |                                                                                                  |                                                                                                  |                                                                                                  |                                                                                                  |                                                                                                  |  |  | Don Ignacio Narro Etchegaray V Conde de Guadalupe del Peñasco (n. 1954)                      |                                                            |                                                            |                                                            |                                                            |                                                            |  |  |                                                                            |                                                                            |                                                                            |                                                                            |                                                                            |                                                                            |  |  |  |  |  |  |  |  |  |  |  |  |  |  |

## Intervención en Independencia de México

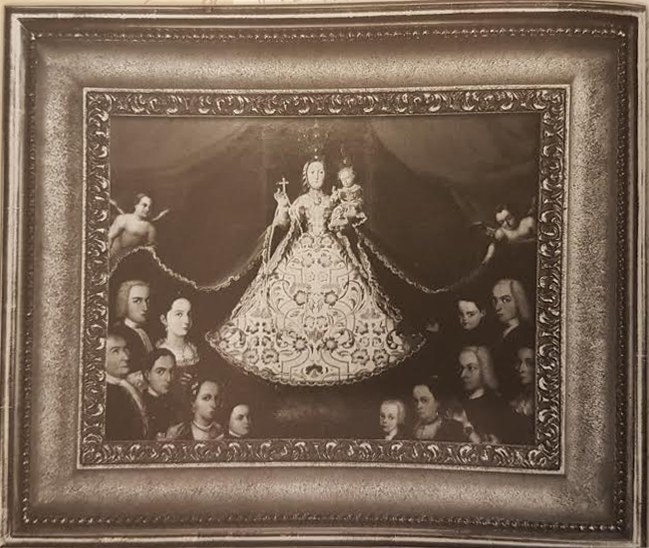
Retrato de la familia de Francisco Javier de Mora y Luna.

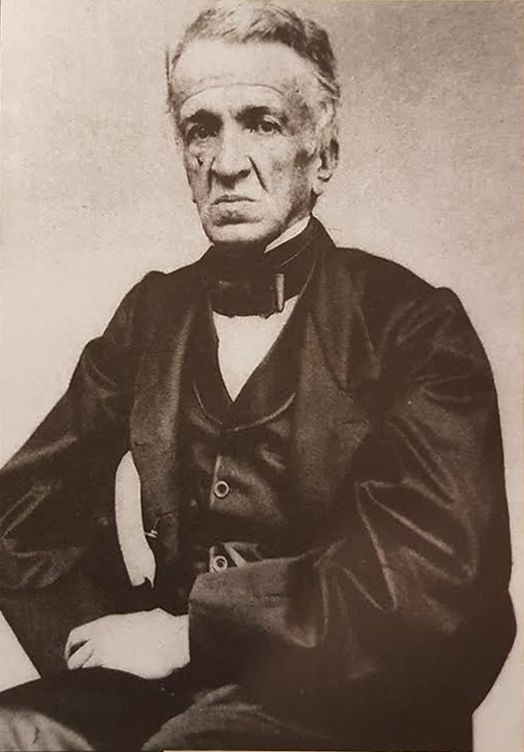
Retrato de Jose Mariano Sánchez Espinosa y Flores Alatorre

Carta del (III) Conde de Guadalupe del Peñasco al Teniente Coronel Juan Nepomuceno Oviedo, manifestando que los emisarios del Emperador Napoleón Bonaparte de Francia son los que han excitado a la clase social más baja de Zacatecas.
"Señor don Juan de Oviedo.—
México junio 20 de 1810.—
Estimado amigo: Prescindo del asunto de la partida de Fernández sobre el cual sólo creo el informe de usted y celebro que no peligre su opinión y buen nombre; me contraigo sólo a contestar sobre la noticia que contiene la carta del doctor Cos, que sin duda me es de lo más sensible.
Han conseguido los emisarios de Napoleón triunfar de la ignorancia y pocas luces de la gente plebeya, levantando esta sedición para desunir a los vecinos de Zacatecas, porque ésta es la máxima de los franceses, que quieren se propague por todo este mundo, como que conocen muy bien que divididos en partidos sus habitantes no tendrán fuerza para resistirles.
Esta cizaña de las lenguas, más poderosa que las armas, es la que les ha facilitado sus conquistas, haciendo mayor guerra sus engaños que las balas, y ya debemos recelar mucho que estos perversos hayan derramado su veneno por otras provincias, indisponiendo los ánimos para lograr sus fines.
Yo quisiera que se aprehendieran algunos, y se averiguara aunque fuera poniéndolos en tortura quién los sedujo, y presos, los seductores, hacer con ellos la misma diligencia, evacuando éstas hasta el origen de la sedición; porque si esto no se hace con eficacia es muy terrible nuestra ruina ellos están excomulgados como repetidamente lo habrán leído en los edictos del Santo Oficio y lo habrán oído de los padres misioneros; pero lo olvidan por el encono que les han infundido los emisarios de Napoleón.
Muchos años llevan de tener en sus tierras gachupines, y así han vivido mirándolos buscar sus caudales, sin que les haya hecho disonancia y ahora, como si los vieran de nuevo, les espanta su vecindad y su fortuna; ¿pues de dónde puede venir tan notable e intempestiva mudanza, y más en todo un pueblo entero? No deja duda este movimiento de la mano que ocultamente lo causa, cegando con su humo a los incautos para que pensando que huyen de un propósito, caigan en otro mayor.
Dios ponga remedio en Zacatecas, y nos libre a las otras provincias del reino de semejantes males, pues a trueque de no verlos, es apetecible mil veces la muerte.
Procure usted infundir en cuantos se le acerquen un temor grande a la sedición, y que otros hagan lo mismo, pues haciéndolo así, aunque se levante a pesar nuestro, conseguiremos no cooperar a ella, antes bien tener participio en recomendar la paz que nos dejó Jesucristo, y morir en ella si acaso perdiéremos la vida por conservarla.
Nuestro señor que le dé a usted muchos años que desea su afectísimo amigo que lo estima y besa su mano.—
El Conde del Peñasco.—
Posdata.
Hoy salió de aquí Pedro Pablo Albares de Angostura y le lleva a usted las imágenes de Nuestra Señora de Guadalupe y San Francisco de Paula que me tenía usted encargadas para el señor cura de la Hedionda,
las que espero saldrán a su satisfacción.—
Vale."

## Propiedades
Documentos notariales del porfiriato constatan que una de las haciendas del primer conde en San Luis Potosí constaba de 12,655 hectáreas y otra en Querétaro albergaba ocho estaciones de tren. Con el título de Conde, Francisco de Mora y Luna estableció un mayorazgo que incluía:
- Hacienda del Peñasco
- Hacienda de Bocas
- Hacienda de Santa Rosa de Angostura
- Hacienda de Guanamé
- Hacienda de Cruces
- Norias del Conde
- Minas en Guadalcazar y Real de Catorce.

### Residencia en Calle Francisco I Madero
Una de las propiedades en México que le pertenecían al primer Conde durante el siglo XVIII, fue construida para albergar el palacio del conquistador español Hernán Cortes, Marqués del Valle de Oaxaca. La propiedad fue adquirida a Martín Cortés, hijo del conquistador. Durante la época de la colonia, fue el número 1 de la calle de Plateros, la primera vivienda a la vuelta del portal de Mercaderes, a 10 pasos de la plaza mayor, en la calle más elegante de la ciudad.
Los cimientos de la propiedad están dentro de las propiedades del Emperador del Imperio Azteca Moctezuma Ilhuicamina (1440-1469), donde luego su hijo, el Emperador Axayácatl (hermano del Emperador Tízoc ), construyó su palacio también conocido como el Palacio de Axayácatl. La propiedad fue heredada a su hijo, el Emperador Moctezuma Xocoyotzin, y aunque Moctezuma construyó su propio palacio en los terrenos adyacentes, conservó también el palacio de su padre. En esta pirámide, que está debajo de la que fue residencia del Conde, es donde el emperador hospedó a Hernán Cortes y a los conquistadores españoles cuando llegaron a la gran ciudad de Tenochtitlán en 1519. En esta misma ubicación murió Moctezuma un año más tarde, apedreado por su pueblo o asesinado por los españoles (existen varias versiones sobre su fallecimiento). Después de la conquista, Cortés se adueñó del palacio y sobre él construyó su propiedad.
Ahora en día esta propiedad alberga un hotel, una cafetería, una casa privada y al Museo Mexicano de Diseño (MUMEDI) en la calle Francisco I. Madero número 74, en la colonia Centro, Delegación Cuauhtémoc, a solo unos metros del Zócalo de la ciudad de México.

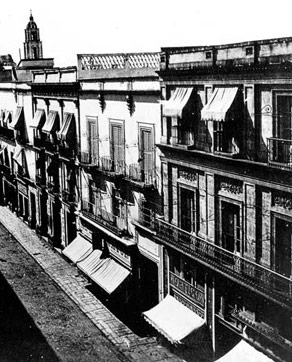
Exterior de Residencia del Conde del Peñasco
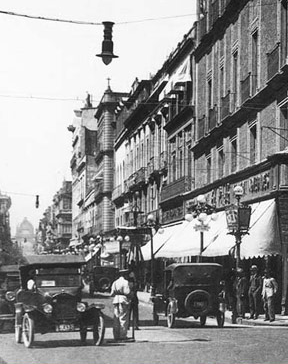
Exterior desde Calle de Residencia del Conde de Guadalupe del Peñasco
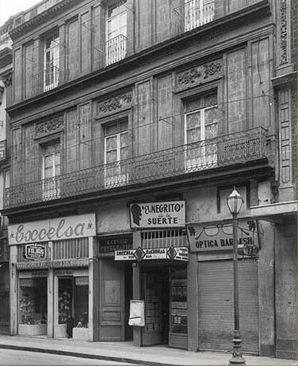
Fachada de Residencia del Conde de Guadalupe del Peñasco
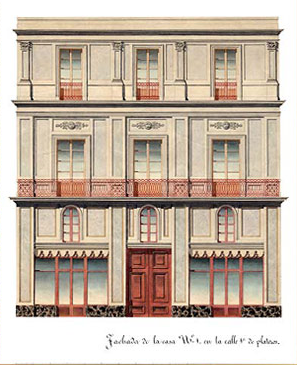
Boceto de Exterior de Residencia del Conde del Peñasco

### Hacienda de Santa Rosa de Angostura
Hacia el año 1756, la Hacienda de Santa Rosa de Angostura tenía una extensión de 178 mil hectáreas, y era considerada como una de las más importantes del país por su capacidad de cultivo y producción de algodón. La hacienda contaba con molinos, iglesia, cárcel, establos, huertas, casa para los empleados, tiendas, trojes y una gran casona. La hacienda tuvo servicio de teléfono antes de que este avance tecnológico se conociera en la capital del estado.
El acueducto de la Hacienda de Santa Rosa de Angostura es evidencia de que esta región fue escenario de haciendas prosperas que en su tiempo fueron importantes para las actividades económicas y sociales. Esta obra, que fue mandada hacer por el que debió de ser el cuarto Conde de Guadalupe del Peñasco, es promovida turísticamente como una de las construcciones ingenieriles más complejas que se realizó en el país en ese tiempo.
El objetivo del acueducto era llevar agua desde la Hacienda de Santa Rosa de Angostura hacia otras parcelas, localizadas a medio kilómetro de distancia detrás de un cerro, que no tenían acceso al vital líquido. El acueducto consta de un túnel, construido con solamente piedra y cal, cuenta con 12 respiraderos que proveen luz y oxígeno y en ciertos puntos alcanza 30 metros de profundidad. La obra inició en 1847 y terminó en 1855, según las inscripciones localizadas en los muros de la obra.
Durante el periodo revolucionario, durante el año de 1913, la hacienda fue saqueada y quemada en más de una ocasión por más de 600 revolucionarios dirigidos por Adalberto Avilés Velásquez, Magdaleno Cedillo Martínez y Cleto Galván.

### Hacienda de Guanamé
La antigua Hacienda de Guanamé, en San Luis Potosí, cuyo nombre se deriva del dialecto guachichil que significa “manantial de agua buena”, llegó a abarcar 400 mil hectáreas a lo largo del siglo XIX. El giro de la propiedad era principalmente ganadero, en sus años más prósperos la hacienda llegó a tener más de 35 mil ovejas. El latifundio criaba extraordinarios toros de lidia, y el nombre de la hacienda llegó a ser garantía de excelencia para el deporte taurino de México. Al mismo tiempo, algunas hectáreas de la hacienda eran empleadas para la industria agrícola, donde se cosechaba frijol, maíz y nopal. 